# Тбет (Дзауский район)
Тбет (осет. Тъбет, груз. ტბეთი — Тбети) — село в Дзауском районе Южной Осетии на реке Квирила.
Населено грузинами и осетинами. В 1987 году численность составляла 60 человек. По данным переписи населения Южной Осетии 2015 года село в списке населённых пунктов не значится.
Особенность села в его структуре, строения и сельхозугодья села «растянуты» по течению реки около двух километров.
Ниже по течению расположены сёла Верхний Карзман и Нижний Карзман.